# Борислав Борисов (полицай)
Борислав Симеонов Борисов е български полицай, старши комисар, заместник-директор на Столична дирекция на вътрешните работи (СДВР).

## Биография
Роден е на 7 март 1968 г. в София. През 1994 г. завършва висше образование в Софийския университет. На следващата година влиза в системата на МВР като оперативен работник в първо РПУ на СДВР. Последователно е оперативен работник, началник на група в сектор „Наркотици“ и на сектор „Наркотици“ към отдел „Противодействие на криминалната престъпност“ на СДВР. След това става заместник-началник на отдела и началник на отдела. По-късно е началник на отдел „Противодействие на криминалната престъпност“. На 23 октомври 2015 г. е назначен за заместник-директор на СДВР.
.